# Jakob Hasler
Johann Jakob Hasler (* 22. Januar 1825 in Stäfa; † 24. Dezember 1880 in Bern) war ein Schweizer Jurist und liberaler Politiker.

## Leben

### Familie
Jakob Hasler war der Sohn des wohlhabenden Landwirts Rudolf Hasler und dessen Ehefrau Verena (geb. Hauser). Er hatte einen Bruder.
Seit dem 3. Juni 1850 war er mit Maria Margaretha verheiratet, die Tochter von Rudolf Wunderli aus Meilen. 1853 zog er in sein neu erbautes Haus in Meilen, heute der Sonnenhof; gemeinsam hatten sie drei Söhne und fünf Töchter.

### Werdegang
Im Jahr 1840 begann Jakob Hasler ein Praktikum bei seinem Bruder Eduard Hasler, der Gerichtsschreiber in Pfäffikon war. Anschliessend wurde er Bezirksgerichtsschreiber in Pfäffikon und nutzte diese Zeit, um sich privat juristisch in Pfäffikon und Uster weiterzubilden, um sich auf die Universität vorzubereiten.
1843 immatrikulierte er sich an der Universität Zürich und setzte sein Studium der Rechtswissenschaften bis 1845 an der Universität Berlin fort und hielt sich anschliessend einige Zeit in Paris auf.
Um 1848 begann er als Kantonsprokurator und Fürsprecher in Stäfa und war seit 1853 in Meilen tätig.

### Politisches und gesellschaftliches Wirken
Jakob Hasler war von 1864 bis 1880 für die Liberalen Zürcher Grossrat und seit 1869 Kantonsrat; von 1874 bis 1875 war er Kantonsratspräsident. Er setzte sich unter anderem für die Verkehrserschliessung am Zürichsee und für verbesserte Schulverhältnisse ein.
Vom 6. Oktober 1874 bis zu seinem Tod war er, als Nachfolger von Johann Heinrich Fierz, Nationalrat; im Nationalrat folgte ihm Jakob Brennwald.
Auf seine Anregung hin änderte der kantonale Sparkassenverein 1860 hinsichtlich ihrer rechtlichen Zweckmässigkeit und Sicherheit ihre Statuten.
Er war seit 1869 Bankrat der Zürcher Kantonalbank, deren Präsident er von 1878 bis 1880 war.
Jakob Hasler war Mitglied der Sekundar- und Präsident der Bezirksschulpflege.